# Wilfried Freitag
Wilfried Freitag (* 13. August 1941; † 21. August 2008) war ein deutscher Schauspieler, Hörspielsprecher, Synchronsprecher sowie Synchronregisseur und Dialogbuchautor.

## Karriere
Wilfried Freitag begann seine Karriere als Theaterschauspieler. So spielte er beispielsweise 1967 die Rolle des Freder in Jan Biczyckis Inszenierung von Ferdinand Bruckners Krankheit der Jugend am Ateliertheater am Naschmarkt in Wien und war 1971 in Wolfram Lindhorsts Inszenierung von Helmut Walberts Bis es kaputt ist am Kinder- und Jugendtheater in Berlin zu sehen. Abseits des Theaters war Wilfried Freitag auch in einer Nebenrolle als Soldat in Peter Duffells britischer Komödie Inside Out – Ein genialer Bluff von 1975 zu sehen. Ende der siebziger Jahre war Freitag zudem als Choreograph bei Inszenierungen Winfried Radekes in der Neuköllner Oper tätig.
In den siebziger Jahren verlagerte Wilfried Freitag seine Tätigkeit vorwiegend auf die Tätigkeit als Synchronsprecher und Synchronregisseur in Hamburg. So sprach er diverse Nebenrollen in Erfolgsserien, wie Rauchende Colts, Bonanza und Die Straßen von San Francisco. Als Regisseur führte er unter anderem bei den Fernsehserien Fantasy Island, Miami Vice, NYPD Blue und Nash Bridges die Synchronregie. Freitag protegierte während seiner Tätigkeit einige junge Sprecher, die später bekannte Synchronsprecher werden sollten, so beispielsweise Charles Rettinghaus (u. a. deutsche Stimme von Jean-Claude van Damme und Jamie Foxx) und Sascha Draeger.

## Privates
Wilfried Freitag war passionierter Hobbysegler. Kurz vor seinem Tod schenkten Freunde und sein damaliger Lebensgefährte ihm einen letzten Segeltörn.

## Hörspiele (Auswahl)
- 1970: Hans Häußler: Überfall am hellichten Tag – Regie: Heinz Dieter Köhler (Kriminalhörspiel – WDR)
- 1970: Alfred Bergmann: Klassenkonferenz (Lehrer) – Regie: Hans Bernd Müller (Kurzhörspiel – SFB)
- 1971: Edvard Valenta: Gestern, einmal, damals (Cervenys Sohn Jiri, Möbelträger) – Regie: Siegfried Niemann (Hörspielbearbeitung – SFB)
- 1974: Alfred Bergmann: Störenfried (Ein Kartenspieler) – Regie: Ulrich Lauterbach (Hörspiel – HR/RIAS Berlin)
- 2004: Thomas Hettche: Der Fall Arbogast (2 Teile) (Kaser) – Bearbeitung und Regie: Ulrich Lampen (Hörspielbearbeitung – NDR)

Quelle: ARD-Hörspieldatenbank